# Torneo Apertura 2014 (Colombia)
El Torneo Apertura 2014 fue la septuagésima novena (79a.) edición de la Categoría Primera A de fútbol profesional colombiano, siendo el primer torneo de la temporada 2014. Comenzó a disputarse el 25 de enero y finalizó el 21 de mayo de 2014.
Atlético Nacional se consagró tricampeón en una final disputada contra Junior, la cual definió por penales.
Este torneo significaría el último de una hegemonía del club Atlético Nacional durante 3 ediciones consecutivas (tricampeonato). Con el campeonato número 14, Atlético Nacional se convirtió, junto a Millonarios, en el equipo con más palmarés en la historia del torneo. Un honor que pudo mantener el club capitalino por 1 año y medio (3 torneos), luego de haber pasado a compartirlo en 2008-II cuando América de Cali lo igualó en aquel entonces en torneos ganados.

## Sistema de juego
Para el campeonato de la Categoría Primera A se jugarán dos torneos de sistema de juego. Sin embargo, los ganadores de los dos torneos, jugarán una serie definitoria —también denominada «Final del año» «Gran final» o «Superliga» en la cual se juegan dos partidos de ida y vuelta para definir el campeón de la temporada de la Primera A.
Durante los torneos Apertura y Finalización jugarán los equipos 18 jornadas todos contra todos. Los ocho primeros clasificados avanzarán a la siguiente instancia. En el Apertura se jugarán eliminatorias de eliminación directa donde los cuatro primeros equipos enfrentarán en sorteo a los clasificados del puesto 5.º al 8.º. En el Finalización se jugarán los cuadrangulares semifinales que se determinan mediante un sorteo, siendo cabeza de series los dos primeros para los grupos A y B, y los seis equipos restantes a través del sorteo. Los ganadores de cada grupo avanzarán a la final del torneo; el ganador clasificará a la «Superliga Postobon».

## Equipos participantes

### Relevo anual de clubes
| Ascendidos a la Primera A                                |
| -------------------------------------------------------- |
| Uniautónoma (Campeón de la Primera B 2013)               |
| Fortaleza F. C. (Ganador de la serie de promoción 2013.) |

| Descendidos a la Primera B                                 |
| ---------------------------------------------------------- |
| Deportes Quindío (Peor promedio acumulado en la Primera A) |
| Cúcuta Deportivo (Perdedor de la serie de promoción 2013.) |

### Datos de los clubes
| Equipo                 | Entrenador             | Departamento                 | Ciudad           | Estadio                                    | Aforo       |
| ---------------------- | ---------------------- | ---------------------------- | ---------------- | ------------------------------------------ | ----------- |
| Alianza Petrolera      | Guillermo Berrío       | Santander                    | Floridablanca    | Álvaro Gómez Hurtado                       | 12.000      |
| Atlético Huila         | Virgilio Puerto        | Huila                        | Neiva            | Guillermo Plazas Alcid                     | 27.000      |
| Atlético Nacional      | Juan Carlos Osorio     | Antioquia                    | Medellín         | Atanasio Girardot                          | 45.943      |
| Boyacá Chicó           | Eduardo Pimentel       | Boyacá                       | Tunja            | La Independencia                           | 20.000      |
| Deportes Tolima        | Carlos César Castro    | Tolima                       | Ibagué           | Manuel Murillo Toro                        | 31.000      |
| Deportivo Cali         | Leonel Álvarez         | Valle del Cauca              | Cali             | Estadio Deportivo Cali                     | 52.000      |
| Deportivo Pasto        | Jorge Luis Bernal      | Nariño                       | Pasto            | Departamental Libertad                     | 22.380      |
| Envigado F. C.         | Juan Carlos Sánchez    | Antioquia                    | Envigado         | Polideportivo Sur                          | 14.000      |
| Fortaleza F. C.        | Hernán Pacheco         | Cundinamarca · Bogotá, D. C. | Zipaquirá Bogotá | Municipal Los Zipas Metropolitano de Techo | 5.000 7.800 |
| Independiente Medellín | Pedro Sarmiento        | Antioquia                    | Medellín         | Atanasio Girardot                          | 45.943      |
| Itagüí F. C.           | Alberto Gamero         | Antioquia                    | Itagüí           | Metropolitano Ciudad de Itagüí             | 12.000      |
| Junior                 | Miguel Ángel López     | Atlántico                    | Barranquilla     | Metropolitano Roberto Meléndez             | 49.612      |
| La Equidad             | Néstor Otero           | Bogotá, D. C.                | Bogotá           | Metropolitano de Techo                     | 7.800       |
| Millonarios            | Juan Manuel Lillo      | Bogotá, D. C.                | Bogotá           | Nemesio Camacho El Campín                  | 36.343      |
| Once Caldas            | Flabio Torres          | Caldas                       | Manizales        | Palogrande                                 | 42.000      |
| Patriotas              | Julio Avelino Comesaña | Boyacá                       | Tunja            | La Independencia                           | 20.000      |
| Santa Fe               | Wilson Gutiérrez       | Bogotá, D. C.                | Bogotá           | Nemesio Camacho El Campín                  | 36.343      |
| Uniautónoma            | José Manuel Rodríguez  | Atlántico                    | Barranquilla     | Metropolitano Roberto Meléndez             | 49.612      |

### Localización
| Bogotá, D. C. | 4 | Millonarios, Independiente Santa Fe, La Equidad y Fortaleza F. C.        | \| Junior Uniautonoma Alianza Medellín Nacional Envigado Itagüí Boyacá Chicó Patriotas Caldas Millonarios Santa Fe La Equidad Fortaleza Tolima Cali Huila Pasto \| |
| Antioquia | 3 | Atlético Nacional, Independiente Medellín, Envigado F. C. e Itagüí F. C. | \| Junior Uniautonoma Alianza Medellín Nacional Envigado Itagüí Boyacá Chicó Patriotas Caldas Millonarios Santa Fe La Equidad Fortaleza Tolima Cali Huila Pasto \| |
| Atlántico | 2 | Junior de Barranquilla y Uniautónoma                                     | \| Junior Uniautonoma Alianza Medellín Nacional Envigado Itagüí Boyacá Chicó Patriotas Caldas Millonarios Santa Fe La Equidad Fortaleza Tolima Cali Huila Pasto \| |
| Boyacá | 2 | Patriotas y Boyacá Chicó                                                 | \| Junior Uniautonoma Alianza Medellín Nacional Envigado Itagüí Boyacá Chicó Patriotas Caldas Millonarios Santa Fe La Equidad Fortaleza Tolima Cali Huila Pasto \| |
| Santander | 1 | Alianza Petrolera                                                        | \| Junior Uniautonoma Alianza Medellín Nacional Envigado Itagüí Boyacá Chicó Patriotas Caldas Millonarios Santa Fe La Equidad Fortaleza Tolima Cali Huila Pasto \| |
| Valle del Cauca | 1 | Deportivo Cali                                                           | \| Junior Uniautonoma Alianza Medellín Nacional Envigado Itagüí Boyacá Chicó Patriotas Caldas Millonarios Santa Fe La Equidad Fortaleza Tolima Cali Huila Pasto \| |
| Caldas | 1 | Once Caldas                                                              | \| Junior Uniautonoma Alianza Medellín Nacional Envigado Itagüí Boyacá Chicó Patriotas Caldas Millonarios Santa Fe La Equidad Fortaleza Tolima Cali Huila Pasto \| |
| Huila | 1 | Atlético Huila                                                           | \| Junior Uniautonoma Alianza Medellín Nacional Envigado Itagüí Boyacá Chicó Patriotas Caldas Millonarios Santa Fe La Equidad Fortaleza Tolima Cali Huila Pasto \| |
| Nariño | 1 | Deportivo Pasto                                                          | \| Junior Uniautonoma Alianza Medellín Nacional Envigado Itagüí Boyacá Chicó Patriotas Caldas Millonarios Santa Fe La Equidad Fortaleza Tolima Cali Huila Pasto \| |
| Tolima | 1 | Deportes Tolima                                                          | \| Junior Uniautonoma Alianza Medellín Nacional Envigado Itagüí Boyacá Chicó Patriotas Caldas Millonarios Santa Fe La Equidad Fortaleza Tolima Cali Huila Pasto \| |
| Junior Uniautonoma Alianza Medellín Nacional Envigado Itagüí Boyacá Chicó Patriotas Caldas Millonarios Santa Fe La Equidad Fortaleza Tolima Cali Huila Pasto |   |                                                                          | \| Junior Uniautonoma Alianza Medellín Nacional Envigado Itagüí Boyacá Chicó Patriotas Caldas Millonarios Santa Fe La Equidad Fortaleza Tolima Cali Huila Pasto \| |

## Todos contra todos

### Clasificación
| Pos. | Equipos                | PJ | PG | PE | PP | GF | GC | Dif. | Pts. |
| ---- | ---------------------- | -- | -- | -- | -- | -- | -- | ---- | ---- |
| 1.   | Atlético Nacional      | 18 | 10 | 4  | 4  | 35 | 22 | 13   | 34   |
| 2.   | Millonarios            | 18 | 10 | 3  | 5  | 27 | 15 | 12   | 33   |
| 3.   | Junior                 | 18 | 10 | 3  | 5  | 20 | 17 | 3    | 33   |
| 4.   | Independiente Santa Fe | 18 | 8  | 6  | 4  | 24 | 16 | 8    | 30   |
| 5.   | Once Caldas            | 18 | 7  | 8  | 3  | 27 | 17 | 10   | 29   |
| 6.   | Envigado F. C.         | 18 | 9  | 1  | 8  | 27 | 24 | 3    | 28   |
| 7.   | Itagüí F. C.           | 18 | 8  | 4  | 6  | 21 | 23 | -2   | 28   |
| 8.   | La Equidad             | 18 | 7  | 6  | 5  | 17 | 17 | 0    | 27   |
| 9.   | Alianza Petrolera      | 18 | 8  | 3  | 7  | 23 | 28 | -5   | 27   |
| 10.  | Boyacá Chicó           | 18 | 7  | 4  | 7  | 19 | 16 | 3    | 25   |
| 11.  | Independiente Medellín | 18 | 5  | 6  | 7  | 26 | 30 | -4   | 21   |
| 12.  | Deportivo Pasto        | 18 | 4  | 8  | 6  | 28 | 26 | 2    | 20   |
| 13.  | Atlético Huila         | 18 | 5  | 4  | 9  | 23 | 26 | -3   | 19   |
| 14.  | Deportivo Cali         | 18 | 5  | 4  | 9  | 16 | 22 | -6   | 19   |
| 15.  | Patriotas              | 18 | 5  | 4  | 9  | 20 | 30 | -10  | 19   |
| 16.  | Fortaleza F. C.        | 18 | 3  | 8  | 7  | 22 | 26 | -4   | 17   |
| 17.  | Uniautónoma            | 18 | 4  | 5  | 9  | 20 | 30 | -10  | 17   |
| 18.  | Deportes Tolima        | 18 | 4  | 5  | 9  | 18 | 28 | -10  | 17   |

Fuente: Web oficial de Dimayor
|  |                                            |
|  | Clasificados a cuadrangulares semifinales. |
|  | Eliminados.                                |

#### Evolución de la clasificación
| Equipo                 | Jornada | Jornada | Jornada | Jornada | Jornada | Jornada | Jornada | Jornada | Jornada | Jornada | Jornada | Jornada | Jornada | Jornada | Jornada | Jornada | Jornada | Jornada |
| Equipo                 | 1       | 2       | 3       | 4       | 5       | 6       | 7       | 8       | 9       | 10      | 11      | 12      | 13      | 14      | 15      | 16      | 17      | 18      |
| ---------------------- | ------- | ------- | ------- | ------- | ------- | ------- | ------- | ------- | ------- | ------- | ------- | ------- | ------- | ------- | ------- | ------- | ------- | ------- |
| Atlético Nacional      | 2       | 1       | 1       | 2       | 2       | 2       | 2       | 1       | 1       | 1       | 1       | 1       | 1       | 1       | 1       | 1       | 1       | 1       |
| Millonarios            | 7       | 11      | 13      | 7       | 7       | 7       | 7       | 7       | 6       | 3       | 2       | 2       | 2       | 2       | 2       | 2       | 2       | 2       |
| Junior                 | 5       | 5       | 4       | 4       | 4       | 3       | 4       | 4       | 5       | 7       | 7       | 7       | 3       | 3       | 3       | 3       | 3       | 3       |
| Santa Fe               | 1       | 2       | 2       | 1       | 1       | 1       | 1       | 2       | 3       | 4       | 4       | 4       | 4       | 4       | 4       | 4       | 4       | 4       |
| Once Caldas            | 3       | 4       | 6       | 5       | 5       | 4       | 3       | 3       | 2       | 2       | 3       | 3       | 5       | 5       | 5       | 5       | 5       | 5       |
| Envigado F. C.         | 14      | 8       | 5       | 9       | 10      | 14      | 8       | 8       | 9       | 11      | 8       | 9       | 7       | 7       | 7       | 10      | 10      | 6       |
| Itagüí F. C.           | 18      | 12      | 14      | 14      | 8       | 11      | 10      | 9       | 8       | 9       | 10      | 8       | 10      | 9       | 6       | 8       | 8       | 7       |
| La Equidad             | 10      | 7       | 10      | 6       | 6       | 6       | 6       | 5       | 4       | 5       | 6       | 5       | 8       | 8       | 9       | 6       | 6       | 8       |
| Alianza Petrolera      | 9       | 13      | 17      | 16      | 17      | 18      | 18      | 17      | 18      | 17      | 15      | 15      | 13      | 10      | 10      | 7       | 7       | 9       |
| Boyacá Chicó           | 8       | 3       | 3       | 3       | 3       | 5       | 5       | 6       | 7       | 6       | 5       | 6       | 6       | 6       | 8       | 9       | 9       | 10      |
| Independiente Medellín | 16      | 9       | 7       | 12      | 13      | 13      | 13      | 13      | 15      | 15      | 18      | 16      | 17      | 15      | 15      | 13      | 13      | 11      |
| Deportivo Pasto        | 4       | 10      | 9       | 10      | 11      | 8       | 12      | 12      | 12      | 12      | 14      | 11      | 9       | 11      | 11      | 11      | 11      | 12      |
| Atlético Huila         | 12      | 15      | 11      | 15      | 14      | 15      | 11      | 11      | 11      | 10      | 11      | 12      | 11      | 13      | 14      | 12      | 12      | 13      |
| Deportivo Cali         | 13      | 18      | 16      | 18      | 16      | 17      | 17      | 18      | 17      | 18      | 16      | 17      | 14      | 16      | 17      | 15      | 15      | 14      |
| Patriotas              | 17      | 14      | 15      | 13      | 15      | 9       | 9       | 14      | 10      | 8       | 9       | 10      | 12      | 14      | 13      | 16      | 16      | 15      |
| Fortaleza F. C.        | 15      | 17      | 18      | 17      | 18      | 16      | 16      | 16      | 16      | 16      | 17      | 18      | 18      | 16      | 16      | 17      | 18      | 16      |
| Uniautónoma            | 6       | 6       | 8       | 11      | 12      | 12      | 15      | 10      | 13      | 13      | 12      | 13      | 16      | 18      | 18      | 18      | 17      | 17      |
| Deportes Tolima        | 11      | 16      | 12      | 8       | 9       | 10      | 14      | 15      | 14      | 14      | 13      | 14      | 15      | 12      | 12      | 14      | 14      | 18      |

### Resultados
| La Equidad        | 1: 1 | Alianza Petrolera      | Metropolitano de Techo         | 24 de enero | 18:00 | Win Sports |
| Santa Fe          | 3: 0 | Itagüí F.C.            | Nemesio Camacho El Campín      | 24 de enero | 20:00 | Win Sports |
| Uniautónoma       | 3: 2 | Deportes Tolima        | Metropolitano Roberto Meléndez | 25 de enero | 15:15 | Win Sports |
| Envigado F.C.     | 1: 2 | Millonarios            | Polideportivo Sur              | 25 de enero | 17:00 | RCN        |
| Once Caldas       | 3: 1 | Fortaleza              | Palogrande                     | 25 de enero | 17:30 | Win Sports |
| Atlético Huila    | 2: 3 | Junior                 | Guillermo Plazas Alcid         | 25 de enero | 19:45 | Win Sports |
| Deportivo Pasto   | 3: 1 | Patriotas              | Departamental Libertad         | 26 de enero | 15:15 | Win Sports |
| Atlético Nacional | 3: 1 | Independiente Medellín | Atanasio Girardot              | 26 de enero | 17:15 | Win Sports |
| Boyacá Chicó      | 2: 1 | Deportivo Cali         | La Independencia               | 26 de enero | 19:15 | Win Sports |

| Patriotas              | 0: 0 | Once Caldas       | La Independencia               | 31 de enero  | 18:00 | Win Sports |
| Independiente Medellín | 2: 0 | Deportivo Pasto   | Atanasio Girardot              | 31 de enero  | 20:00 | Win Sports |
| Alianza Petrolera      | 1: 2 | Boyacá Chicó      | Álvaro Gómez Hurtado           | 1 de febrero | 15:15 | Win Sports |
| Junior                 | 1: 1 | Uniautónoma       | Metropolitano Roberto Meléndez | 1 de febrero | 17:00 | RCN        |
| Fortaleza              | 1: 2 | Santa Fe          | Metropolitano de Techo         | 1 de febrero | 17:30 | Win Sports |
| Deportes Tolima        | 2: 4 | Envigado F.C.     | Manuel Murillo Toro            | 1 de febrero | 19:45 | Win Sports |
| Itagüí F.C.            | 2: 1 | Atlético Huila    | Metropolitano Ciudad de Itagüí | 2 de febrero | 15:15 | Win Sports |
| Millonarios            | 0: 1 | La Equidad        | Nemesio Camacho El Campín      | 2 de febrero | 17:15 | Win Sports |
| Deportivo Cali         | 0: 3 | Atlético Nacional | Olímpico Pascual Guerrero      | 2 de febrero | 19:15 | Win Sports |

| Once Caldas       | 2: 2 | Independiente Medellín | Palogrande                     | 4 de febrero | 19:45 | Win Sports         |
| Envigado F.C.     | 1: 0 | Uniautónoma            | Polideportivo Sur              | 5 de febrero | 18:00 | Win Sports Alterno |
| La Equidad        | 0: 2 | Deportes Tolima        | Metropolitano de Techo         | 5 de febrero | 18:00 | Win Sports         |
| Deportivo Pasto   | 1: 1 | Deportivo Cali         | Departamental Libertad         | 5 de febrero | 20:00 | Win Sports         |
| Santa Fe          | 1: 0 | Patriotas              | Nemesio Camacho El Campín      | 5 de febrero | 20:00 | Win Sports Alterno |
| Atlético Nacional | 5: 1 | Alianza Petrolera      | Atanasio Girardot              | 6 de febrero | 18:00 | Win Sports         |
| Atlético Huila    | 3: 1 | Fortaleza              | Guillermo Plazas Alcid         | 6 de febrero | 18:00 | Win Sports Alterno |
| Boyacá Chicó      | 1: 0 | Millonarios            | La Independencia               | 6 de febrero | 20:00 | Win Sports         |
| Junior            | 2: 0 | Itagüí F.C.            | Metropolitano Roberto Meléndez | 6 de febrero | 20:00 | Win Sports Alterno |

| Envigado F.C.          | 1: 3 | La Equidad        | Polideportivo Sur              | 8 de febrero  | 15:15 | Win Sports         |
| Independiente Medellín | 0: 2 | Santa Fe          | Atanasio Girardot              | 8 de febrero  | 17:00 | RCN                |
| Deportivo Cali         | 0: 1 | Once Caldas       | Olímpico Pascual Guerrero      | 8 de febrero  | 19:45 | Win Sports         |
| Uniautónoma            | 1: 1 | Itagüí F.C.       | Metropolitano Roberto Meléndez | 9 de febrero  | 15:15 | Win Sports Alterno |
| Alianza Petrolera      | 1: 1 | Deportivo Pasto   | Álvaro Gómez Hurtado           | 9 de febrero  | 15:15 | Win Sports         |
| Millonarios            | 3: 1 | Atlético Nacional | Nemesio Camacho El Campín      | 9 de febrero  | 17:30 | Win Sports         |
| Deportes Tolima        | 1: 0 | Boyacá Chicó      | Manuel Murillo Toro            | 9 de febrero  | 19:30 | Win Sports         |
| Patriotas              | 3: 1 | Atlético Huila    | La Independencia               | 10 de febrero | 18:00 | Win Sports         |
| Fortaleza              | 0: 0 | Junior            | Metropolitano de Techo         | 10 de febrero | 20:00 | Win Sports         |

| Boyacá Chicó      | 2: 0 | Envigado F.C.          | La Independencia               | 14 de febrero | 18:00 | Win Sports |
| Atlético Huila    | 1: 1 | Independiente Medellín | Guillermo Plazas Alcid         | 14 de febrero | 20:00 | Win Sports |
| La Equidad        | 0: 0 | Uniautónoma            | Metropolitano de Techo         | 15 de febrero | 15:15 | Win Sports |
| Deportivo Pasto   | 1: 1 | Millonarios            | Departamental Libertad         | 15 de febrero | 17:00 | RCN        |
| Itagüí F.C.       | 2: 1 | Fortaleza              | Metropolitano Ciudad de Itagüí | 15 de febrero | 17:30 | Win Sports |
| Santa Fe          | 0: 0 | Deportivo Cali         | Nemesio Camacho El Campín      | 15 de febrero | 19:45 | Win Sports |
| Once Caldas       | 2: 1 | Alianza Petrolera      | Palogrande                     | 16 de febrero | 15:15 | Win Sports |
| Junior            | 1: 0 | Patriotas              | Metropolitano Roberto Meléndez | 16 de febrero | 17:30 | Win Sports |
| Atlético Nacional | 2: 0 | Deportes Tolima        | Atanasio Girardot              | 16 de febrero | 19:30 | Win Sports |

| Uniautónoma            | 0: 1 | Fortaleza         | Metropolitano Roberto Meléndez | 18 de febrero | 18:00 | Win Sports         |
| La Equidad             | 1: 0 | Boyacá Chicó      | Metropolitano de Techo         | 18 de febrero | 20:00 | Win Sports         |
| Alianza Petrolera      | 1: 2 | Santa Fe          | Álvaro Gómez Hurtado           | 19 de febrero | 15:15 | Win Sports         |
| Patriotas              | 1: 0 | Itagüí F.C.       | La Independencia               | 19 de febrero | 18:00 | Win Sports         |
| Millonarios            | 1: 1 | Once Caldas       | Nemesio Camacho El Campín      | 19 de febrero | 20:00 | Win Sports         |
| Envigado F.C.          | 2: 3 | Atlético Nacional | Polideportivo Sur              | 19 de febrero | 20:00 | Win Sports Alterno |
| Deportes Tolima        | 1: 1 | Deportivo Pasto   | Manuel Murillo Toro            | 20 de febrero | 18:00 | Win Sports         |
| Independiente Medellín | 2: 2 | Junior            | Atanasio Girardot              | 20 de febrero | 20:00 | Win Sports         |
| Deportivo Cali         | 1: 0 | Atlético Huila    | Olímpico Pascual Guerrero      | 5 de marzo    | 19:45 | Win Sports         |

| Fortaleza         | 2: 2 | Patriotas              | Metropolitano de Techo         | 22 de febrero | 14:00 | Win Sports         |
| Atlético Huila    | 3: 0 | Alianza Petrolera      | Guillermo Plazas Alcid         | 22 de febrero | 16:00 | Win Sports         |
| Santa Fe          | 0: 1 | Millonarios            | Nemesio Camacho El Campín      | 22 de febrero | 17:00 | RCN                |
| Boyacá Chicó      | 3: 2 | Uniautónoma            | La Independencia               | 22 de febrero | 18:00 | Win Sports         |
| Atlético Nacional | 1: 2 | La Equidad             | Atanasio Girardot              | 22 de febrero | 20:00 | Win Sports         |
| Deportivo Pasto   | 1: 2 | Envigado F.C           | Departamental Libertad         | 23 de febrero | 15:15 | Win Sports Alterno |
| Itagüí F.C.       | 1: 1 | Independiente Medellín | Metropolitano Ciudad de Itagüí | 23 de febrero | 15:15 | Win Sports         |
| Once Caldas       | 3: 0 | Deportes Tolima        | Palogrande                     | 23 de febrero | 17:30 | Win Sports         |
| Junior            | 1: 0 | Deportivo Cali         | Metropolitano Roberto Meléndez | 23 de febrero | 19:30 | Win Sports         |

| Uniautónoma            | 2: 0 | Patriotas         | Metropolitano Roberto Meléndez | 25 de febrero | 18:00 | Win Sports         |
| Millonarios            | 2: 2 | Atlético Huila    | Nemesio Camacho El Campín      | 25 de febrero | 20:00 | Win Sports         |
| Independiente Medellín | 3: 3 | Fortaleza         | Atanasio Girardot              | 26 de febrero | 20:00 | Win Sports         |
| Envigado F.C.          | 2: 1 | Once Caldas       | Polideportivo Sur              | 26 de febrero | 20:00 | Win Sports Alterno |
| La Equidad             | 1: 1 | Deportivo Pasto   | Metropolitano de Techo         | 26 de febrero | 20:00 | Sin TV             |
| Alianza Petrolera      | 1: 0 | Junior            | Álvaro Gómez Hurtado           | 27 de febrero | 15:15 | Win Sports         |
| Deportivo Cali         | 2: 3 | Itagüí F.C.       | Olímpico Pascual Guerrero      | 27 de febrero | 20:00 | Win Sports         |
| Deportes Tolima        | 0: 0 | Santa Fe          | Manuel Murillo Toro            | 6 de marzo    | 19:45 | Win Sports         |
| Boyacá Chicó           | 1: 2 | Atlético Nacional | La Independencia               | 7 de marzo    | 19:45 | Win Sports         |

| Fortaleza              | 1: 1 | La Equidad        | Metropolitano de Techo         | 1 de marzo  | 14:00 | Win Sports         |
| Patriotas              | 2: 1 | Boyacá Chicó      | La Independencia               | 1 de marzo  | 16:00 | Win Sports         |
| Independiente Medellín | 0: 2 | Atlético Nacional | Atanasio Girardot              | 1 de marzo  | 18:00 | Win Sports         |
| Deportes Tolima        | 1: 1 | Atlético Huila    | Manuel Murillo Toro            | 1 de marzo  | 20:00 | Win Sports         |
| Itagüí F.C.            | 1: 0 | Envigado F.C.     | Metropolitano Ciudad de Itagüí | 2 de marzo  | 15:15 | Win Sports Alterno |
| Alianza Petrolera      | 0: 2 | Once Caldas       | Álvaro Gómez Hurtado           | 2 de marzo  | 15:15 | Win Sports         |
| Deportivo Cali         | 2: 2 | Deportivo Pasto   | Olímpico Pascual Guerrero      | 2 de marzo  | 17:30 | Win Sports         |
| Millonarios            | 2: 1 | Santa Fe          | Nemesio Camacho El Campín      | 2 de marzo  | 19:30 | Win Sports         |
| Uniautónoma            | 1: 2 | Junior            | Metropolitano Roberto Meléndez | 27 de marzo | 20:00 | Win Sports         |

| Atlético Nacional | 3: 1 | Uniautónoma            | Atanasio Girardot              | 4 de marzo  | 19:45 | Win Sports         |
| Fortaleza         | 0: 0 | Deportivo Cali         | Metropolitano de Techo         | 10 de marzo | 20:00 | Win Sports         |
| Junior            | 0: 1 | Millonarios            | Metropolitano Roberto Meléndez | 11 de marzo | 20:00 | Win Sports         |
| Deportivo Pasto   | 0: 0 | Boyacá Chicó           | Departamental Libertad         | 11 de marzo | 20:00 | Win Sports Alterno |
| Itagüí F.C.       | 1: 2 | Alianza Petrolera      | Metropolitano Ciudad de Itagüí | 12 de marzo | 18:00 | Win Sports         |
| Once Caldas       | 0: 0 | La Equidad             | Palogrande                     | 12 de marzo | 20:00 | Win Sports         |
| Atlético Huila    | 2: 0 | Deportes Tolima        | Guillermo Plazas Alcid         | 13 de marzo | 18:00 | Win Sports         |
| Patriotas         | 1: 0 | Independiente Medellín | La Independencia               | 13 de marzo | 20:00 | Win Sports         |
| Santa Fe          | 0: 1 | Envigado F.C.          | Nemesio Camacho El Campín      | 26 de marzo | 20:00 | Win Sports         |

| Atlético Nacional | 1: 1 | Deportivo Pasto        | Atanasio Girardot              | 14 de marzo | 19:45 | Win Sports         |
| Alianza Petrolera | 1: 0 | Fortaleza              | Álvaro Gómez Hurtado           | 15 de marzo | 15:15 | Win Sports         |
| Boyacá Chicó      | 1: 1 | Once Caldas            | La Independencia               | 15 de marzo | 17:30 | Win Sports         |
| La Equidad        | 0: 2 | Santa Fe               | Metropolitano de Techo         | 15 de marzo | 19:45 | Win Sports         |
| Deportivo Cali    | 2: 1 | Patriotas              | Olímpico Pascual Guerrero      | 16 de marzo | 15:15 | Win Sports         |
| Envigado F.C.     | 2: 0 | Atlético Huila         | Polideportivo Sur              | 16 de marzo | 15:15 | Win Sports Alterno |
| Millonarios       | 3: 0 | Itagüí F.C.            | Nemesio Camacho El Campín      | 16 de marzo | 17:00 | RCN                |
| Uniautónoma       | 4: 2 | Independiente Medellín | Metropolitano Roberto Meléndez | 16 de marzo | 17:30 | Win Sports         |
| Deportes Tolima   | 3: 1 | Junior                 | Manuel Murillo Toro            | 16 de marzo | 19:30 | Win Sports         |

| Atlético Huila         | 0: 1 | La Equidad        | Guillermo Plazas Alcid         | 21 de marzo | 19:45 | Win Sports |
| Itagüí F.C.            | 1: 0 | Deportes Tolima   | Metropolitano Ciudad de Itagüí | 22 de marzo | 15:15 | Win Sports |
| Santa Fe               | 0: 0 | Boyacá Chicó      | Nemesio Camacho El Campín      | 22 de marzo | 17:00 | RCN        |
| Patriotas              | 3: 3 | Alianza Petrolera | La Independencia               | 22 de marzo | 17:30 | Win Sports |
| Once Caldas            | 0: 0 | Atlético Nacional | Palogrande                     | 22 de marzo | 19:45 | Win Sports |
| Deportivo Pasto        | 4: 0 | Uniautónoma       | Departamental Libertad         | 23 de marzo | 15:15 | Win Sports |
| Independiente Medellín | 2: 0 | Deportivo Cali    | Atanasio Girardot              | 23 de marzo | 17:00 | RCN        |
| Junior                 | 1: 0 | Envigado F.C.     | Olímpico Jaime Morón León      | 23 de marzo | 17:30 | Win Sports |
| Fortaleza              | 0: 1 | Millonarios       | Metropolitano de Techo         | 23 de marzo | 19:45 | Win Sports |

| Deportivo Pasto   | 3: 2 | Once Caldas            | Departamental Libertad         | 28 de marzo | 19:45 | Win Sports |
| Alianza Petrolera | 2: 1 | Independiente Medellín | Álvaro Gómez Hurtado           | 29 de marzo | 15:15 | Win Sports |
| Millonarios       | 4: 0 | Patriotas              | Nemesio Camacho El Campín      | 29 de marzo | 17:00 | RCN        |
| Boyacá Chicó      | 1: 0 | Atlético Huila         | La Independencia               | 29 de marzo | 17:30 | Win Sports |
| Atlético Nacional | 2: 2 | Santa Fe               | Atanasio Girardot              | 29 de marzo | 19:45 | Win Sports |
| Envigado F.C.     | 1: 0 | Itagüí F.C.            | Polideportivo Sur              | 30 de marzo | 15:15 | Win Sports |
| La Equidad        | 0: 1 | Junior                 | Metropolitano de Techo         | 30 de marzo | 17:00 | RCN        |
| Deportes Tolima   | 1: 1 | Fortaleza              | Manuel Murillo Toro            | 30 de marzo | 17:30 | Win Sports |
| Uniautónoma       | 0: 2 | Deportivo Cali         | Metropolitano Roberto Meléndez | 30 de marzo | 19:45 | Win Sports |

| Atlético Huila         | 2: 0 | Atlético Nacional | Guillermo Plazas Alcid         | 26 de marzo | 18:00 | Win Sports         |
| Santa Fe               | 3: 2 | Deportivo Pasto   | Nemesio Camacho El Campín      | 1 de abril  | 18:00 | Win Sports         |
| Independiente Medellín | 2: 1 | Millonarios       | Atanasio Girardot              | 1 de abril  | 20:00 | Win Sports         |
| Once Caldas            | 3: 1 | Uniautónoma       | Palogrande                     | 2 de abril  | 18:00 | Win Sports         |
| Junior                 | 2: 1 | Boyacá Chicó      | Metropolitano Roberto Meléndez | 2 de abril  | 20:00 | Win Sports         |
| Deportivo Cali         | 1: 2 | Alianza Petrolera | Olímpico Pascual Guerrero      | 2 de abril  | 20:00 | Win Sports Alterno |
| Itagüí F.C.            | 3: 1 | La Equidad        | Metropolitano Ciudad de Itagüí | 3 de abril  | 18:00 | Win Sports         |
| Fortaleza              | 2: 1 | Envigado F.C.     | Metropolitano de Techo         | 3 de abril  | 20:00 | Win Sports Alterno |
| Patriotas              | 1: 2 | Deportes Tolima   | La Independencia               | 3 de abril  | 20:00 | Win Sports         |

| Deportivo Pasto   | 5: 1 | Atlético Huila         | Departamental Libertad         | 5 de abril | 15:15 | Win Sports         |
| Millonarios       | 1: 0 | Deportivo Cali         | Nemesio Camacho El Campín      | 5 de abril | 17:00 | RCN                |
| Uniautónoma       | 0: 2 | Alianza Petrolera      | Metropolitano Roberto Meléndez | 5 de abril | 17:30 | Win Sports         |
| Atlético Nacional | 1: 0 | Junior                 | Atanasio Girardot              | 5 de abril | 19:45 | Win Sports         |
| La Equidad        | 1: 1 | Fortaleza              | Metropolitano de Techo         | 6 de abril | 15:15 | Win Sports Alterno |
| Once Caldas       | 1: 1 | Santa Fe               | Palogrande                     | 6 de abril | 15:15 | Win Sports         |
| Boyacá Chicó      | 0: 1 | Itagüí F.C.            | La Independencia               | 6 de abril | 17:00 | RCN                |
| Envigado F.C.     | 2: 2 | Patriotas              | Polideportivo Sur              | 6 de abril | 17:30 | Win Sports         |
| Deportes Tolima   | 1: 1 | Independiente Medellín | Manuel Murillo Toro            | 6 de abril | 19:45 | Win Sports         |

| Alianza Petrolera      | 2: 1 | Millonarios       | Álvaro Gómez Hurtado           | 8 de abril  | 15:15 | Win Sports         |
| Junior                 | 1: 0 | Deportivo Pasto   | Metropolitano Roberto Meléndez | 8 de abril  | 20:00 | Win Sports         |
| Patriotas              | 1: 2 | La Equidad        | La Independencia               | 9 de abril  | 18:00 | Win Sports         |
| Fortaleza              | 0: 0 | Boyacá Chicó      | Metropolitano de Techo         | 9 de abril  | 18:00 | Win Sports Alterno |
| Atlético Huila         | 2: 0 | Once Caldas       | Guillermo Plazas Alcid         | 9 de abril  | 20:00 | Win Sports         |
| Deportivo Cali         | 2: 0 | Deportes Tolima   | Olímpico Pascual Guerrero      | 10 de abril | 18:00 | Win Sports         |
| Independiente Medellín | 3: 2 | Envigado F.C.     | Atanasio Girardot              | 10 de abril | 20:00 | Win Sports         |
| Santa Fe               | 2: 2 | Uniautónoma       | Nemesio Camacho El Campín      | 16 de abril | 18:00 | Win Sports         |
| Itagüí F.C.            | 1: 1 | Atlético Nacional | Metropolitano Ciudad de Itagüí | 16 de abril | 20:00 | Win Sports         |

| Deportivo Pasto   | 1: 2 | Itagüí F.C.            | Departamental Libertad         | 11 de abril | 19:45 | Win Sports         |
| Boyacá Chicó      | 3: 0 | Patriotas              | La Independencia               | 12 de abril | 15:15 | Win Sports         |
| Once Caldas       | 3: 0 | Junior                 | Palogrande                     | 12 de abril | 17:00 | RCN                |
| Uniautónoma       | 1: 0 | Millonarios            | Metropolitano Roberto Meléndez | 12 de abril | 19:45 | Win Sports         |
| Deportes Tolima   | 1: 2 | Alianza Petrolera      | Manuel Murillo Toro            | 13 de abril | 15:15 | Win Sports Alterno |
| La Equidad        | 2: 1 | Independiente Medellín | Metropolitano de Techo         | 13 de abril | 15:15 | Win Sports         |
| Santa Fe          | 2: 1 | Atlético Huila         | Nemesio Camacho El Campín      | 13 de abril | 17:00 | RCN                |
| Envigado F.C.     | 3: 1 | Deportivo Cali         | Polideportivo Sur              | 13 de abril | 17:30 | Win Sports         |
| Atlético Nacional | 4: 3 | Fortaleza              | Atanasio Girardot              | 13 de abril | 19:45 | Win Sports         |

| Atlético Huila         | 1: 1 | Uniautónoma       | Guillermo Plazas Alcid         | 19 de abril | 15:15 | Win Sports         |
| Millonarios            | 3: 1 | Deportes Tolima   | Nemesio Camacho El Campín      | 19 de abril | 17:30 | Win Sports         |
| Patriotas              | 2: 1 | Atlético Nacional | La Independencia               | 19 de abril | 19:45 | Win Sports         |
| Itagüí F.C.            | 2: 2 | Once Caldas       | Metropolitano Ciudad de Itagüí | 20 de abril | 15:15 | RCN                |
| Deportivo Cali         | 1: 0 | La Equidad        | Olímpico Pascual Guerrero      | 20 de abril | 15:15 | Win Sports Online  |
| Independiente Medellín | 2: 1 | Boyacá Chicó      | Atanasio Girardot              | 20 de abril | 15:15 | Win Sports Alterno |
| Alianza Petrolera      | 0: 2 | Envigado F.C.     | Álvaro Gómez Hurtado           | 20 de abril | 15:15 | Win Sports         |
| Junior                 | 2: 1 | Santa Fe          | Metropolitano Roberto Meléndez | 20 de abril | 17:30 | RCN                |
| Fortaleza              | 4: 1 | Deportivo Pasto   | Metropolitano de Techo         | 20 de abril | 19:15 | Win Sports         |

## Fase final

### Cuadro final
Para la segunda fase del torneo, los cuartos de final, clasificaron los mejores ocho ubicados en la tabla del Todos contra todos. Estos ocho equipos se dividirán en cuatro llaves: llave A, B, C y D, los ubicados del primer (1.º) al cuarto (4.º) puesto fueron ubicados respectivamente en dichas llaves, con la ventaja de que el juego de vuelta lo disputarán en condición de local. Los rivales de estos cuatro equipos saldrán de los ubicados del quinto (5.º) al octavo (8.º) puesto, los cuales sortearán su ubicación en las llaves A, B, C y D. Para las semifinales, los enfrentamientos serán así: llave A vs. llave D y llave B vs. llave C.[cita requerida]
|  | Cuartos de final        | Cuartos de final        | Cuartos de final        |       |                   | Semifinales    | Semifinales    | Semifinales    |  |  | Final                  | Final           | Final           |
|  | 26 de abril a 4 de mayo | 26 de abril a 4 de mayo | 26 de abril a 4 de mayo |       |                   | 7 a 11 de mayo | 7 a 11 de mayo | 7 a 11 de mayo |  |  | 18 y 21 de mayo        | 18 y 21 de mayo | 18 y 21 de mayo |
|  |                         |                         |                         |       |                   |                |                |                |  |  |                        |                 |                 |
|  | Atlético Nacional       | 4                       | 2                       |       |                   |                |                |                |  |  |                        |                 |                 |
|  | Envigado F. C.          | 1                       | 1                       |       |                   |                |                |                |  |  |                        |                 |                 |
|  | Envigado F. C.          | 1                       | 1                       |       | Atlético Nacional | 0              | 2              |                |  |  |                        |                 |                 |
|  |                         |                         |                         |       | Atlético Nacional | 0              | 2              |                |  |  |                        |                 |                 |
|  |                         | Santa Fe                | 1                       | 0     |                   |                |                |                |  |  |                        |                 |                 |
|  | Santa Fe                | Santa Fe                | 1                       | 0     | 4                 | 1              |                |                |  |  |                        |                 |                 |
|  | Santa Fe                |                         |                         |       | 4                 | 1              |                |                |  |  |                        |                 |                 |
|  | Once Caldas             | 1                       | 2                       |       |                   |                |                |                |  |  |                        |                 |                 |
|  |                         |                         |                         |       |                   |                |                |                |  |  | Atlético Nacional (p.) | 0               | 2 (4)           |
|  |                         |                         | Junior                  | 1     | 1 (2)             |                |                |                |  |  |                        |                 |                 |
|  | Millonarios             | 1                       | 1                       |       |                   |                |                |                |  |  |                        |                 |                 |
|  | La Equidad              | 0                       | 1                       |       |                   |                |                |                |  |  |                        |                 |                 |
|  | La Equidad              | 0                       | 1                       |       | Millonarios       | 0              | 0 (4)          |                |  |  |                        |                 |                 |
|  |                         |                         |                         |       | Millonarios       | 0              | 0 (4)          |                |  |  |                        |                 |                 |
|  |                         | Junior (p.)             | 0                       | 0 (5) |                   |                |                |                |  |  |                        |                 |                 |
|  | Junior                  | Junior (p.)             | 0                       | 0 (5) | 1                 | 2              |                |                |  |  |                        |                 |                 |
|  | Junior                  |                         |                         |       | 1                 | 2              |                |                |  |  |                        |                 |                 |
|  | Itagüí F. C.            | 1                       | 1                       |       |                   |                |                |                |  |  |                        |                 |                 |

- Nota: El equipo ubicado en la primera línea de cada llave es el que ejerce la localía en el partido de vuelta.
- En adelante, la hora de cada encuentro corresponde a la hora legal de Colombia (UTC-5)

### Cuartos de final
| 26 de abril de 2014, 17:00 | Envigado F. C.      | 1:4 (0:2) | Atlético Nacional                             | Estadio Polideportivo Sur, Envigado |                              |
|                            | Morantes 49' (pen.) | Reporte   | Calle 6' · Ángel 36' · Páez 61' · Cardona 78' | Árbitro(s): Wilson Lamouroux        | Árbitro(s): Wilson Lamouroux |

| 4 de mayo de 2014, 19:15 | Atlético Nacional      | 2:1 (0:1) | Envigado F. C. | Estadio Atanasio Girardot, Medellín |                               |
|                          | Nájera 72' · Ángel 75' | Reporte   | Burbano 3'     | Árbitro(s): Hernando Buitrago       | Árbitro(s): Hernando Buitrago |

| 26 de abril de 2014, 19:30 | Once Caldas | 1:4 (0:2) | Santa Fe                                             | Estadio Palogrande, Manizales |                          |
|                            | Robles 36'  | Reporte   | Pérez 17' (pen.) · Cuero 32' · Medina 42' 67' (pen.) | Árbitro(s): Adrián Vélez      | Árbitro(s): Adrián Vélez |

| 4 de mayo de 2014, 17:00 | Santa Fe | 1:2 (0:1) | Once Caldas          | Estadio El Campín, Bogotá       |                                 |
|                          | Mina 84' | Reporte   | Arias 17' (pen.) 58' | Árbitro(s): Juan Carlos Gamarra | Árbitro(s): Juan Carlos Gamarra |

| 27 de abril de 2014, 19:15 | La Equidad | 0:1 (0:0) | Millonarios | Estadio Metrop. de Techo, Bogotá |                          |
|                            |            | Reporte   | Candelo 65' | Árbitro(s): Luis Sánchez         | Árbitro(s): Luis Sánchez |

| 3 de mayo de 2014, 17:00 | Millonarios      | 1:1 (0:0) | La Equidad            | Estadio El Campín, Bogotá |                           |
|                          | Dayro Moreno 75' | Reporte   | Leonardo Villagra 90' | Árbitro(s): Wilmar Roldán | Árbitro(s): Wilmar Roldán |

| 27 de abril de 2014, 17:00 | Itagüí F. C.    | 1:1 (1:1) | Junior     | Estadio Metrop. de Itagüí, Itagüí |                          |
|                            | Mena 52' (pen.) | Reporte   | Toloza 81' | Árbitro(s): Andrés Rojas          | Árbitro(s): Andrés Rojas |

| 3 de mayo de 2014, 19:30 | Junior                | 2:1 (0:1) | Itagüí F. C. | Estadio Metropolitano, Barranquilla |                           |
|                          | Toloza 59' 79' (pen.) | Reporte   | Castro 34'   | Árbitro(s): Ramiro Suárez           | Árbitro(s): Ramiro Suárez |

### Semifinales
| 7 de mayo de 2014, 18:30 | Santa Fe  | 1:0 (1:0) | Atlético Nacional | Estadio El Campín, Bogotá |                          |
|                          | Pérez 10' | Reporte   |                   | Árbitro(s): Luis Sánchez  | Árbitro(s): Luis Sánchez |

| 11 de mayo de 2014, 19:15 | Atlético Nacional        | 2:0 (1:0) | Santa Fe | Estadio Atanasio Girardot, Medellín                      |                                                          |
|                           | Valencia 25' · Duque 60' | Reporte   |          | Asistencia: 23.000 espectadores Árbitro(s): Ímer Machado | Asistencia: 23.000 espectadores Árbitro(s): Ímer Machado |

| 7 de mayo de 2014, 20:30 | Junior | 0:0     | Millonarios | Estadio Metropolitano, Barranquilla |                           |
|                          |        | Reporte |             | Árbitro(s): Ramiro Suárez           | Árbitro(s): Ramiro Suárez |

| 11 de mayo de 2014, 17:00 | Millonarios                                                    | 0:0 (4:5 p.)               | Junior                                                              | Estadio El Campín, Bogotá    |                              |
|                           |                                                                | Reporte                    |                                                                     | Árbitro(s): Wilson Lamouroux | Árbitro(s): Wilson Lamouroux |
|                           |                                                                | Tiros desde el punto penal |                                                                     |                              |                              |
|                           | M'bami · Ortiz · Moreno · Robayo · Delgado · Vargas · Otálvaro |                            | J. Gómez · Quiñones · Bolatti · Correa · Toloza · Viera · Hernández |                              |                              |

### Final
| 18 de mayo de 2014, 18:30 | Junior     | 1:0 (0:0) | Atlético Nacional | Estadio Metropolitano, Barranquilla                      |                                                          |
|                           | Toloza 55' | Reporte   |                   | Asistencia: 44.000 espectadores Árbitro(s): Luis Sánchez | Asistencia: 44.000 espectadores Árbitro(s): Luis Sánchez |

| 21 de mayo de 2014, 19:00 | Atlético Nacional                       | 2:1 (1:1) (4:2 p.)         | Junior                                | Estadio Atanasio Girardot, Medellín                      |                                                          |
|                           | Henríquez 2' · Valoy 90+3'              | Reporte                    | Toloza 17'                            | Asistencia: 46.251 espectadores Árbitro(s): Ímer Machado | Asistencia: 46.251 espectadores Árbitro(s): Ímer Machado |
|                           |                                         | Tiros desde el punto penal |                                       |                                                          |                                                          |
|                           | Valencia · Cardona · Bocanegra · Bernal |                            | Domínguez · Viera · Narváez · Vásquez |                                                          |                                                          |

|                                       |
| Bandera de Colombia                   |
| Campeón Atlético Nacional 14.º título |

## Estadísticas

### Goleadores
| Jugador             | Equipos                | Goles |
| ------------------- | ---------------------- | ----- |
| Dayro Moreno        | Millonarios            | 13    |
| Germán Cano         | Independiente Medellín | 11    |
| Carlos Rentería     | Patriotas              | 10    |
| Óscar Rodas         | Envigado F. C.         | 10    |
| Ayron del Valle     | Alianza Petrolera      | 9     |
| Wilder Medina       | Santa Fe               | 8     |
| Yessy Mena          | Itagüí                 | 8     |
| José Izquierdo      | Once Caldas            | 7     |
| César Augusto Arias | Once Caldas            | 7     |
| José Moreno         | La Equidad             | 7     |
|                     |                        |       |